# Calle Tverskaya

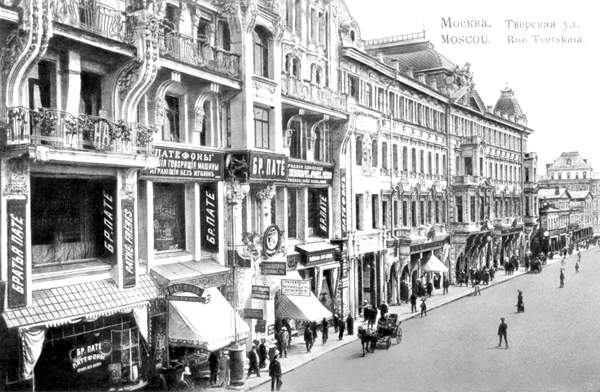
La calle Tverskaya en el.

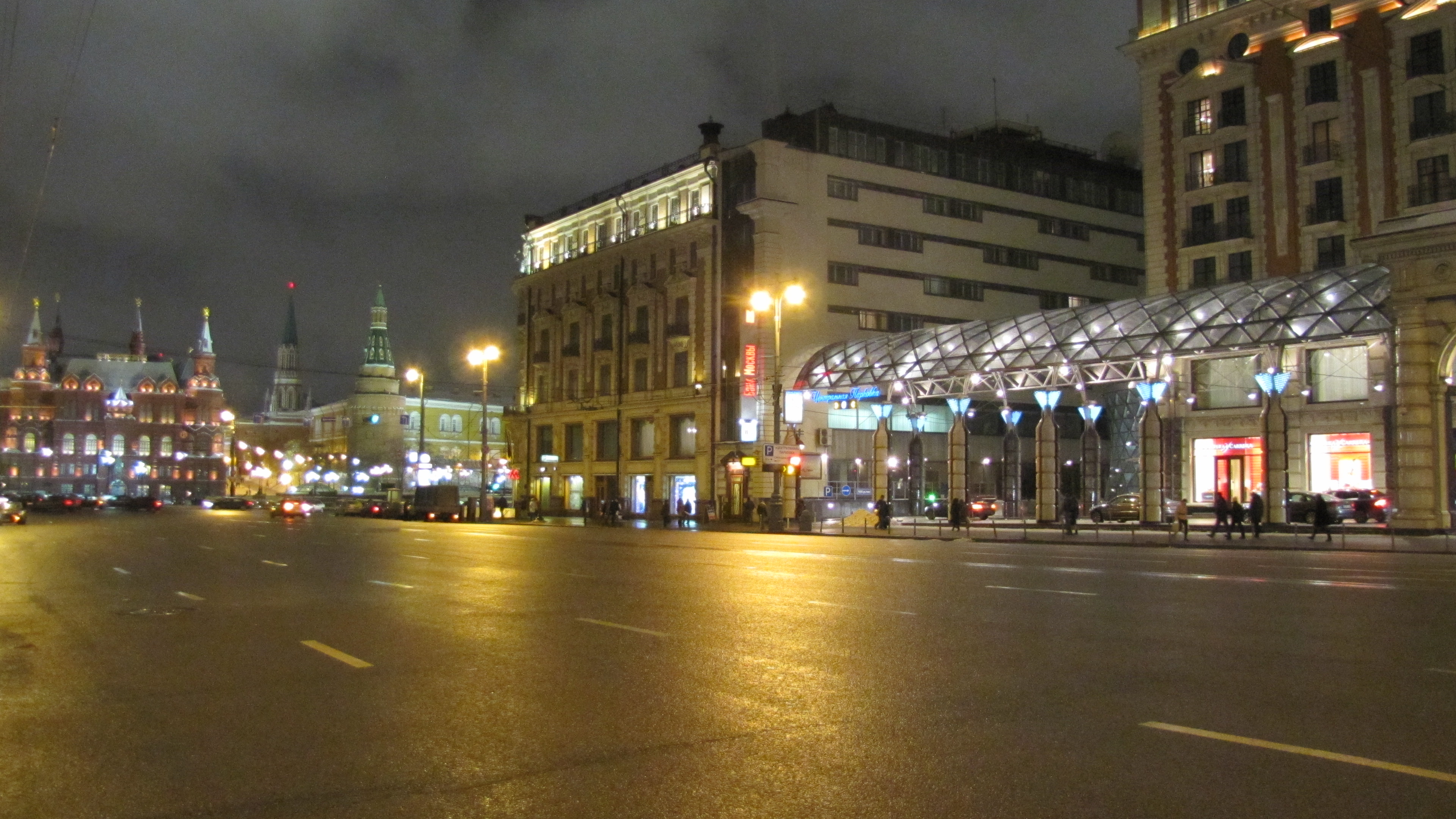
La calle Tverskaya en el, con el hotel Ritz-Carlton y la joyería Carrera y Carrera.

La calle Tverskaya (del ruso: Тверская улица), anteriormente conocida como calle Gorki (del ruso: улица Горького) entre 1935 y 1990, es la calle radial principal y más conocida de Moscú, Rusia. La calle discurre hacia el noroeste desde la céntrica Plaza del Manège en dirección a San Petersburgo y termina en la Circunvalación de los Jardines, dando nombre al Distrito Tverskoy. La ruta continúa más allá como Primera Calle Tverskaya-Yamskaya, Leningradski Prospekt y Leningrádskoye Shossé.

## Historia y arquitectura

### De la Edad Media alsigloXVIII
Se dice que la calle Tverskaya ya existía en el siglo XII. Su importancia en la ciudad medieval era inmensa, porque conectaba Moscú con su superior, y posteriormente rival principal, Tver. En aquel momento, la calle cruzaba el río Neglínnaya. El primer puente de piedra sobre el Neglínnaya se construyó en 1595.
En los siglos XVII y XVIII, la calle Tverskaya se consideraba el centro de la vida social de Moscú. La nobleza consideraba de moda establecerse en este barrio. Entre las mansiones palladianas que datan del reinado de Catalina II están la residencia del alcalde de Moscú (1778-82), y el English Club (década de 1780). La residencia del alcalde, junto con otros edificios históricos, se trasladó unos 14 metros para el ensanchamiento de la Calle Gorki durante la época de Stalin. En la plaza frente a ella hay una estatua del fundador legendario de Moscú, Yuri Dolgoruki, erigida para el 800º aniversario de la ciudad.
Durante el período imperial, la importancia de la calle era subrayada por el hecho de que los zares llegaban por esta calle desde la capital del norte para alojarse en su residencia del Kremlin. Se construyeron varios arcos del triunfo para conmemorar ceremonias de coronación. En 1792, se construyó la Plaza Tverskaya frente a la residencia del gobernador para procesiones y desfiles masivos. En 1947, se decoró la plaza con una estatua ecuestre del Príncipe Yuri Dolgoruki, fundador de Moscú.

### sigloXIX

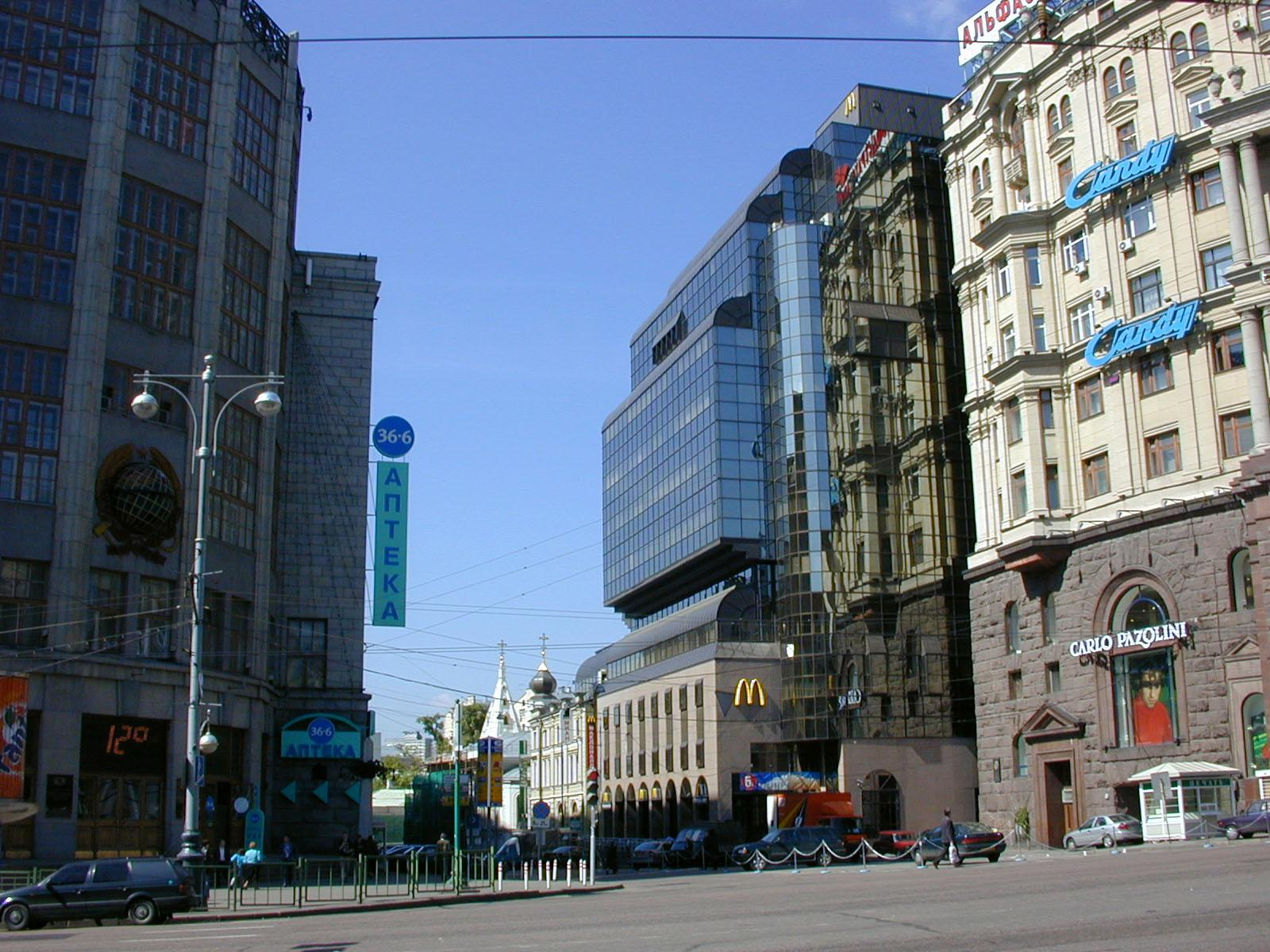
Una callejuela, Gazetny Lane, con el Edificio Central de Telégrafos a la izquierda. Esta calle lateral aparece prominentemente en la novela Anna Karenina

Durante la época de Pushkin, la Calle Tverskaya albergaba cinco iglesias. El poeta expresó sus impresiones de la calle en la siguiente estrofa de Eugenio Oneguin:
Las columnas de la puerta de la ciudad
Con brillo blanco; el trineo, más rápido que estable,
Ya golpea abajo la Calle Tverskaya.
Pasadas garitas ahora se precipitan,
Pasadas tiendas y farolas, siervos que azotan
sus jacas, cabañas, mansiones, monasterios,
Parques, farmacias, búkaros, guardias,
comerciantes, cosacos, bulevares,
Ancianas, muchachos con las mejillas como cerezas,
Leones en puertas con grandes mandíbulas de piedra,
Y cruza negro con rebaños de grajos.
Hacia finales del siglo XIX, se reconstruyó la calle con majestuosas mansiones neoclásicas, dando paso a grandiosos edificios comerciales en una mezcla ecléctica de estilos históricos. Un edificio característico de esta época es el ecléctico Hotel National (1901-1903), cuyo interior es un punto de referencia del Art Nouveau ruso. En 1888 el actor, director de teatro y fundador de la Teatro de Arte de Moscú, Konstantín Stanislavski, alquiló la Casa Ginzburg en la calle y la convirtió en un lujoso club con su propio escenario y varias salas de exposiciones, para albergar su recién creada Sociedad de Arte y Literatura. La Sociedad dio su última actuación allí el 3 de enero de 1891 y el edificio se incendió la noche del 10 de enero.

### sigloXX

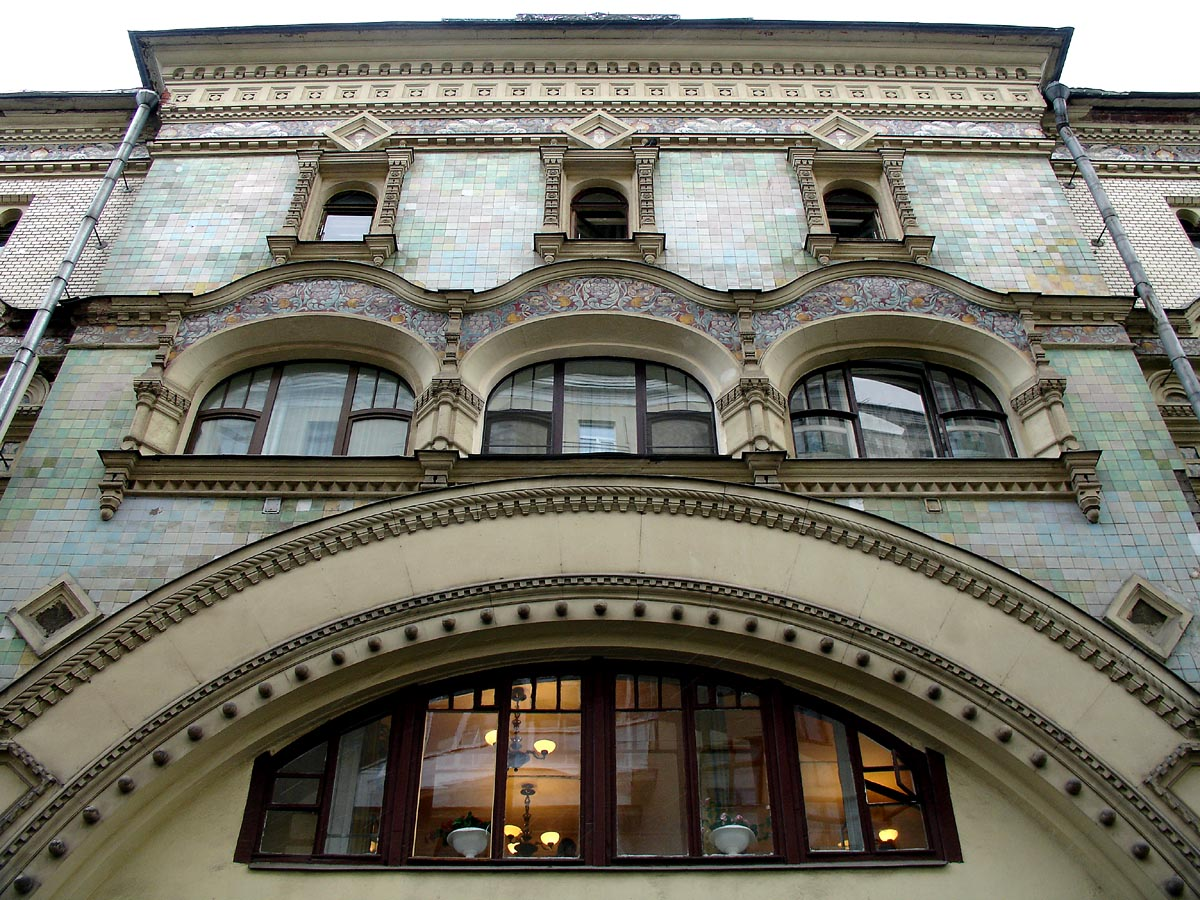
... oculta el magnífico Sávvinskoye Podvorie

Entre la Revolución Rusa de 1917 y el auge de la arquitectura estalinista a mediados de la década de 1930, la calle adquirió tres edificios modernistas: el constructivista Edificio de Izvestia de Grigori Barjin (1925–1927, Plaza Pushkin), el Edificio Central de Telégrafos (1927-29, 7 Tverskaya), una obra maestra modernista de Iván Rerberg, y un austero "cubo negro" del Instituto Lenin en la Plaza Tverskaya (1926) de Stepán Chernyshov.
Se produjo una mayor expansión de acuerdo al plan maestro de Iósif Stalin de 1935. Durante ese período, todas las iglesias y la mayoría de edificios históricos se derribaron para ensanchar la calle y sustituir edificios bajos con bloques de apartamentos estalinistas y oficinas gubernamentales. Arkadi Mordvínov, quien se encargó de este ambicioso proyecto, conservó algunos edificios históricos, como el ricamente decorado Sávvinskoye Podvorye de Iván Serguéievich Kuznetsov. Este edificio fue trasladado a unos nuevos cimientos al norte de la nueva calle, y en la actualidad está totalmente encerrado dentro del bloque estalinista Mordvínov en el 6 de la Calle Tverskaya.
El proyecto estaba completado parcialmente antes de la Segunda Guerra Mundial; en las décadas de 1940 y 1950 aparecieron más bloques estalinistas, todavía dejando muchos edificios del siglo XIX. La mayoría de ellos fueron demolidos posteriormente, con algunas excepciones como el Teatro Yermólova que aún está en pie. Intourist Hotel, una torre de 23 plantas construida en 1970, fue demolido en 2002 y sustituido con un hotel también controvertido.

## Diseño y funciones

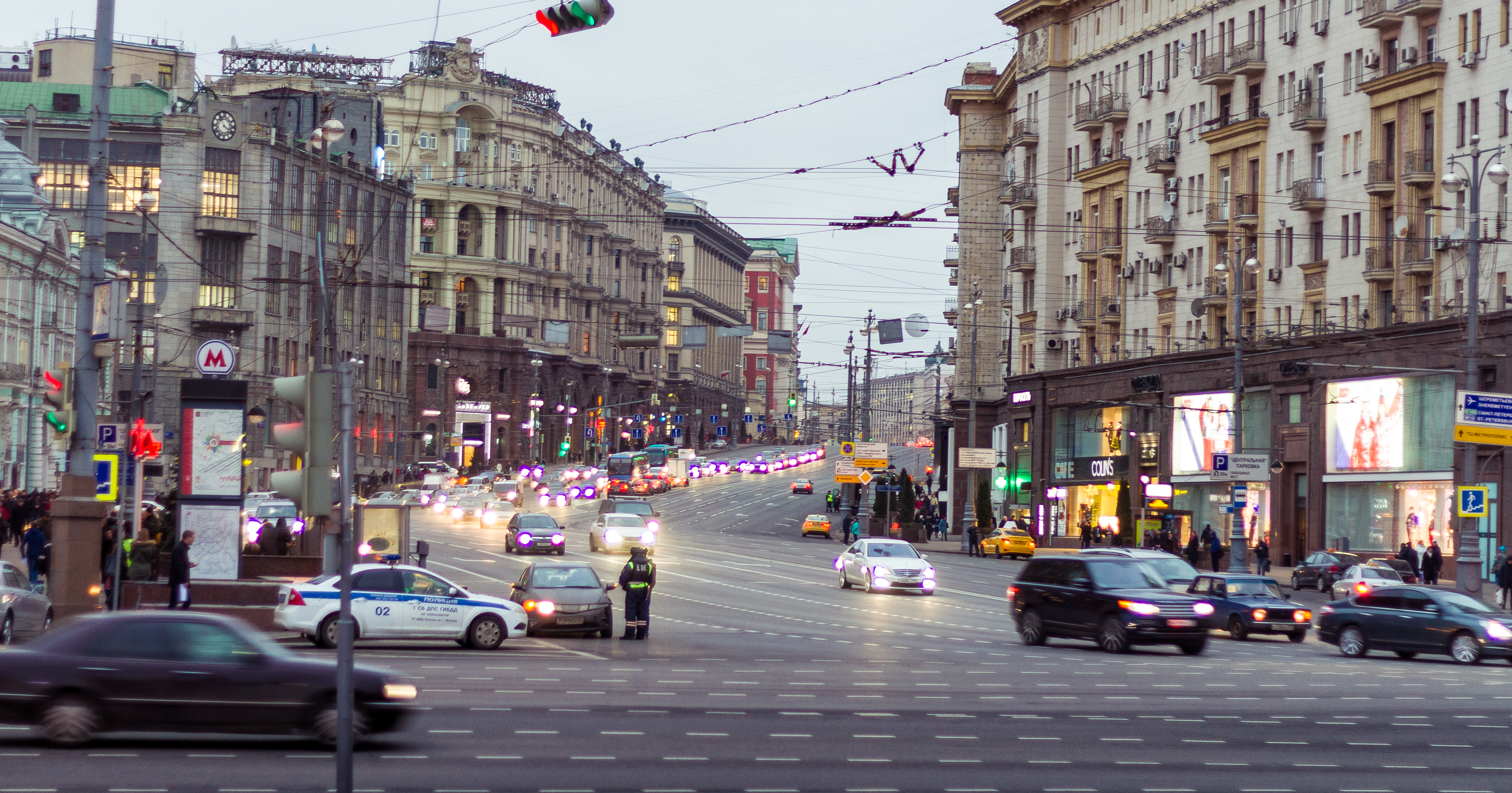
Moscú (Tverskaya ulitsa)

La Calle Tverskaya discurre desde la Plaza del Manège hasta la Circunvalación de los Jardines, atravesando el Distrito Tverskoy y el cruce con la Circunvalación de los Bulevares, conocido como Plaza Pushkin. Su extensión, la Primera Calle Tverskaya-Yamskaya, continúa hacia el noroeste hasta la Estación Belorussky (Plaza Tverskaya Zastava), donde cambia su nombre de nuevo a Leningradski Prospekt. Mantiene la misma dirección antes de divergir en Volokolámskoye Shossé y Leningrádskoye Shossé (literalmente, Autopista de Leningrad).
La Calle Tverskaya es la calle de tiendas más cara de Moscú y Rusia. Según la inmobiliaria Colliers International, en 2008 era la tercera calle más cara del mundo según las tasas de alquiler de los comercios. Es el centro de la vida nocturna y el entretenimiento de la ciudad.

## Plan de reconstrucción, 2007-2009
En abril de 2007 se autorizaron planes para la reconstrucción de Tverskaya en una autopista a desnivel, ya iniciado en partes lejanas de la ruta, para Tverskaya Zastava y la Plaza Pushkin, para que se completara en 2009. Las obras ya están en marcha en la primera zona. Ambas plazas tendrán complejos cruces de varios niveles y centros comerciales subterráneos, a pesar de objeciones de preservacionistas y expertos en tráfico.